# 伊朗—土耳其关系
伊朗-土耳其关系是伊朗和土耳其之间的双边关系。这两个国家今天被视为竞争对手，通过支持对立的代理人作为代理人冲突的一部分来争夺在叙利亚和高加索地区的影响力。他们的关系可以追溯到几个世纪，可以追溯到 16 世纪，当时逊尼派奥斯曼帝国和什叶派萨法维帝国相互争斗了几个世纪。这两个国家也是主要的贸易伙伴，由于地理位置接近（伊朗-土耳其边境）以及历史上共同的文化、语言和种族特征，两国通常被认为是相互依存的。
伊朗和土耳其长期以来一直因叙利亚、利比亚和南高加索地区的冲突而存在分歧。然而，在某些情况下，他们也有共同的利益，例如库尔德分离主义问题和卡塔尔外交危机。

## 历史
在这两个邻国共享的数千年历史中，安纳托利亚（或小亚细亚）的部分领土多次被以现代伊朗为基地的各种帝国征服，包括米底亚帝国、阿契美尼德帝国、帕提亚帝国、萨珊帝国、萨法维帝国和阿夫沙尔帝国等。在古代，小亚细亚是阿契美尼德帝国的核心地区之一，其中安纳托利亚西部的撒狄和士麦那等城市最为著名。伊德尔省，位于现在的东安纳托利亚，在俄波战争（1826-1828 年）和批准的土库曼恰伊条约的结果之前，是伊朗卡扎尔王朝的一部分。
土耳其人和伊朗人拥有共同的文化遗产，被称为突厥-波斯传统，这是伽色尼王朝 （977-1186）、塞尔柱王朝 （1037-1194）、罗姆苏丹国 （1077-1307）、奥斯曼帝国 （1299-1922）、帖木儿 （1370-1507）、黑羊王朝 （1374-1468）、白羊王朝（1378-1501） 和萨法维王朝 （1501-1736）等帝国的突出特征。
奥斯曼帝国经常对萨法维帝国实施贸易禁运，以维护其对东方对手的统治地位。1514 年奥斯曼帝国在加尔迪兰取得胜利并随后获得领土后，塞利姆一世限制了萨法维丝绸商人的贸易路线，并下令逮捕从萨法维领土进入奥斯曼领土的人。这些措施，包括拘留与萨法维有关的知识分子，在苏莱曼大帝的统治下被取消。1603 年的新禁运旨在对抗萨法维王朝权力的复兴，但效果较差。
奥斯曼帝国-伊朗战争从 18 世纪末持续到 19 世纪中叶，部分原因是逊尼派奥斯曼人和什叶派伊朗人之间的教派紧张关系、领土争端和贸易路线竞争。1789 年的战争以战略要地亚拉腊山为中心，两个帝国都试图在那里取得控制权。伊朗的军事攻势经常以奥斯曼帝国的防御工事为目标，但奥斯曼帝国采取防御策略，成功击退了这些努力。伊朗人和奥斯曼人在 1789 年、1821-1823 年和 1830-1833 年发生冲突。奥斯曼帝国赢得了每场战争，击败了伊朗人。在 1821-23 年的战争中，奥斯曼帝国由哈菲兹·伊斯梅尔·帕夏 （Hafiz Ismail Pasha） 领导。巩固了其在该地区的主导地位。
1789 年至 1876 年期间，奥斯曼帝国和伊朗之间展开了激烈的竞争，尤其是在他们试图维护该地区的统治地位方面。领土争端是冲突的一个反复出现的根源，Gok Tepe 战争（1794-1813 年）就是一个例子，该战争以伊朗根据《古利斯坦条约》遭受的重大领土损失而告终。伊朗战败后，伊朗重新接近奥斯曼帝国以对抗俄罗斯。
伊朗的情报网络还包括对奥斯曼帝国领土内的伊朗少数民族的监视，旨在保护他们的利益并削弱奥斯曼帝国的权威。通过间谍活动收集的信息被用来加强伊朗的防御战略，偶尔还与欧洲大国合作用于对抗奥斯曼帝国的影响。
1876 年的 Kasr-i Shirin 条约正式结束了战争，但两国之间仍然存在边界争端。直到 20 世纪，亚拉腊山的所有权等问题仍然是一个紧张的根源。根据 Qayum 的说法，奥斯曼帝国-伊朗战争仍然影响着当代的地区竞争。根据卡尤姆的说法，叙利亚和伊拉克的现代案例是当代伊朗和土耳其之间的宗派和政治分歧与前帝国之间历史上的紧张关系相呼应的例子。

## 旅游
伊朗和土耳其多年来有着广泛的旅游关系。2017 年，共有 250 万伊朗游客访问了土耳其，使该国成为度假旅客最喜欢的目的地。反过来，伊朗也从土耳其旅游业中受益。截至 2013 年，来自土耳其的游客是访问伊朗的最大游客之一，包括 391,283 名注册游客。